# I Can't Dance
I Can't Dance is een nummer van de Britse rockband Genesis uit 1992. Het is de tweede single van hun veertiende studioalbum We Can't Dance.
Het idee voor het nummer ontstond tijdens een opnamesessie, waarbij Mike Rutherford een riff had bedacht voor een nummer genaamd "Heavy a Flat", toen Phil Collins plotseling uitriep "I Can't Dance!". De riff werd geïnspireerd door een reclamespot van het kledingmerk Levi's, waarin het nummer Should I Stay or Should I Go van The Clash werd gebruikt.
Het nummer werd een top 10-hit in Noord-Amerika, Oceanië en veel Europese landen. In het Verenigd Koninkrijk haalde het de 7e positie. In de Nederlandse Top 40 en de Vlaamse Radio 2 Top 30 werd het een nummer 1-hit.

## Hitnoteringen

### Nederlandse Top 40
| Hitnotering: 01-02-1992 t/m 18-04-1992 | Hitnotering: 01-02-1992 t/m 18-04-1992 | Hitnotering: 01-02-1992 t/m 18-04-1992 | Hitnotering: 01-02-1992 t/m 18-04-1992 | Hitnotering: 01-02-1992 t/m 18-04-1992 | Hitnotering: 01-02-1992 t/m 18-04-1992 | Hitnotering: 01-02-1992 t/m 18-04-1992 | Hitnotering: 01-02-1992 t/m 18-04-1992 | Hitnotering: 01-02-1992 t/m 18-04-1992 | Hitnotering: 01-02-1992 t/m 18-04-1992 | Hitnotering: 01-02-1992 t/m 18-04-1992 | Hitnotering: 01-02-1992 t/m 18-04-1992 | Hitnotering: 01-02-1992 t/m 18-04-1992 | Hitnotering: 01-02-1992 t/m 18-04-1992 |
| Week                                   | 1                                      | 2                                      | 3                                      | 4                                      | 5                                      | 6                                      | 7                                      | 8                                      | 9                                      | 10                                     | 11                                     | 12                                     |                                        |
| -------------------------------------- | -------------------------------------- | -------------------------------------- | -------------------------------------- | -------------------------------------- | -------------------------------------- | -------------------------------------- | -------------------------------------- | -------------------------------------- | -------------------------------------- | -------------------------------------- | -------------------------------------- | -------------------------------------- | -------------------------------------- |
| Nummer                                 | 25                                     | 13                                     | 6                                      | 4                                      | 2                                      | 1                                      | 1                                      | 2                                      | 5                                      | 8                                      | 13                                     | 24                                     | uit                                    |

### Nationale Top 100
| Hitnotering: 18-01-1992 t/m 09-05-1992 | Hitnotering: 18-01-1992 t/m 09-05-1992 | Hitnotering: 18-01-1992 t/m 09-05-1992 | Hitnotering: 18-01-1992 t/m 09-05-1992 | Hitnotering: 18-01-1992 t/m 09-05-1992 | Hitnotering: 18-01-1992 t/m 09-05-1992 | Hitnotering: 18-01-1992 t/m 09-05-1992 | Hitnotering: 18-01-1992 t/m 09-05-1992 | Hitnotering: 18-01-1992 t/m 09-05-1992 | Hitnotering: 18-01-1992 t/m 09-05-1992 | Hitnotering: 18-01-1992 t/m 09-05-1992 | Hitnotering: 18-01-1992 t/m 09-05-1992 | Hitnotering: 18-01-1992 t/m 09-05-1992 | Hitnotering: 18-01-1992 t/m 09-05-1992 | Hitnotering: 18-01-1992 t/m 09-05-1992 | Hitnotering: 18-01-1992 t/m 09-05-1992 | Hitnotering: 18-01-1992 t/m 09-05-1992 | Hitnotering: 18-01-1992 t/m 09-05-1992 | Hitnotering: 18-01-1992 t/m 09-05-1992 |
| Week                                   | 1                                      | 2                                      | 3                                      | 4                                      | 5                                      | 6                                      | 7                                      | 8                                      | 9                                      | 10                                     | 11                                     | 12                                     | 13                                     | 14                                     | 15                                     | 16                                     | 17                                     |                                        |
| -------------------------------------- | -------------------------------------- | -------------------------------------- | -------------------------------------- | -------------------------------------- | -------------------------------------- | -------------------------------------- | -------------------------------------- | -------------------------------------- | -------------------------------------- | -------------------------------------- | -------------------------------------- | -------------------------------------- | -------------------------------------- | -------------------------------------- | -------------------------------------- | -------------------------------------- | -------------------------------------- | -------------------------------------- |
| Nummer                                 | 88                                     | 56                                     | 30                                     | 17                                     | 8                                      | 5                                      | 3                                      | 1                                      | 1                                      | 2                                      | 6                                      | 9                                      | 12                                     | 14                                     | 25                                     | 40                                     | 71                                     | uit                                    |

### NPO Radio 2 Top 2000
| Nummer met noteringen in de NPO Radio 2 Top 2000 | '01 | '02  | '03  | '04  | '05  | '06  | '07  | '08  | '09  | '10  | '11  | '12  | '13  | '14  | '15  | '16  | '17  | '18  | '19  |
| ------------------------------------------------ | --- | ---- | ---- | ---- | ---- | ---- | ---- | ---- | ---- | ---- | ---- | ---- | ---- | ---- | ---- | ---- | ---- | ---- | ---- |
| I Can't Dance                                    | 693 | 1161 | 1042 | 1227 | 1240 | 1559 | 1862 | 1415 | 1521 | 1595 | 1611 | 1622 | 1402 | 1426 | 1727 | 1595 | 1737 | 1994 | 1825 |

1. ↑  Een vetgedrukt getal geeft de hoogste notering aan.
2. ↑  2001 was het eerste jaar met een notering voor dit nummer.
3. ↑  Deze tabel is bijgewerkt tot en met de meest recente editie (2024).